# Грибков, Павел Фёдорович
Па́вел Фёдорович Грибко́в (20 июня 1922 — 10 июня 2015) — разведчик, участник Великой Отечественной войны, кавалер пяти медалей «За отвагу». Заведующий Музеем боевой и трудовой славы при Петропавловском городском совете ветеранов.

## Биография
Павел Фёдорович Грибков родился 20 июня 1922 в деревне Жиливки Алексинского района Тульской области. Русский. Трудовую деятельность начал в 1938 году учеником токаря на Первом государственном подшипниковом заводе имени Кагановича.Затем работал токарем на заводе Центрального научно-исследовательского института экспериментального машиностроения
Участник Великой Отечественной войны (1941—1945) на Западном, Северо-Западном, Калининском, Брянском фронтах. 03 сентябре 1941 года призван в РККА Москворецким РВК города Москвы ив учебный отряд подводного плавания имени  С.М.Кирова.
  В декабре  1941 года курсантов этого отряда направили на укомплектование отдельных морских стрелковых бригад.   Краснофлотец Грибков П.Ф. попал в минометную батарею 75-й отдельной морской стрелковой бригады.  Бригада воевала на Можайском направлении, участвовала в прорыве вражеской обороны  на реке Лама.  В феврале 1942 года была передислоцирована на Калининский фронт по г.Холм, а     18 марта 1942 года получила звание гвардейской и была переименована  в 3-ю  Гвардейскую стрелковую бригаду.
    12 апреля 1942 года  получил тяжелое ранение в левое бедро и до сентября 1942 года находился на излечении.
За бои под г. Холм  24.04.1942  приказом №00219 по 3 Ударной Армии был представлен к своей первой боевой награде – медаль «За Отвагу», которую ему вручили уже после окончания Великой отечественной войны.
  После излечения в сентябре 1942 года он попадает во  вновь формируемый  36 Отдельный танковый полк, где назначается командиром отделения разведчиков роты управления полка.  Полк боевое крещение принимает в конце ноября 1942 года на Калининском фронте в составе 3-й Ударной Армии,  в которой воевал  до своего ранения.     В составе этого полка, переименованного 23 августа 1944 года в 77-й отдельный гвардейский танковый полк Грибков П.Ф. воевал с ноября 1942 года по май 1945 года и встретил Победу в г. Кенигсберге в звании гвардии старшего сержанта  в должности заместителя командира взвода автоматчиков..
В дальнейшем служил разведчиком в 31-м танковом полку 61-й армии, командиром отделения взвода разведки в 36-м отдельном танковом полку 1-й ударной армии, старшиной роты автоматчиков, помощником командира взвода автоматчиков в 77-м гвардейском тяжёлом танковом полку 28-й армии.
Демобилизовался Грибков П.Ф. в 1947 году. после демобилизации работал на кондитерской фабрике "Красный Октябрь" и учится в вечерней школе  рабочей молодежи.
В 1948 году поступает в Московский пушно-меховой институт на факультет охотоведения, который окончил в в 1953 году., получив специальность биолог-охотовед. С 1953 года живет и работает на Камчатке.
В 1953—1956 годах научный сотрудник, исполняющий обязанности  заведующего Камчатским отделением Всесоюзного научно-исследовательского института охотничьего промысла.
С 1956 года по 1962 год работал главным государственным инспектором охотничьего хозяйства Камчатского облисполкома.
В 1962—1965 годах возглавлял управление охотничье-промыслового хозяйства Камчатского облисполкома.
В 1965-1970 годах  - главный охотовед, заместитель начальника Управления охотничье-промыслового хозяйства Камчатского облисполкома
В 1870-1988  годах  - Государственный инспектор  по закупкам и качеству сельхозпродуктов Камчатской области
В 1985 году награждён орденом Отечественной войны 1-й степени.
С 1988 года — персональный пенсионер республиканского значения.
В 1972—1994 годах на общественных началах был председателем Петропавловского городского совета ветеранов Великой Отечественной войны. Заведовал  музеем боевой и трудовой славы при городском Совете ветеранов.
Умер 10 июня 2015 года.

## Награды и звания
Советские государственные награды:
- Орден Отечественной войны I степени (1985)
- Орден Славы III степени (награждён приказом №: 7/н от:18 февраля 1945 от ВС 28-й армии гвардии старший сержант Грибков, пом.командира взвода автоматчиков 77-го гвардейского тяжелого танкового полка, за то, что первым ворвался в траншею противника, уничтожил трех солдат и взял в плен офицера.[4]
- медали, в том числе
  - пять медалей «За отвагу» :
  - Краснофлотец Грибков, снарядный минометной батареи 75-й морской отдельной стрелковой бригады, награждён приказом № 219 от 24 апреля 1942 года по ВС 3 Ударной Армии-за отличие в боях на подступах к городу Холм[5].
  - приказом №112 от 2 марта 1943 года по 36 тп 1 Уд.А Северо-Западного фронта командир отделения разведчиков роты управления сержант Грибков награждён медалью "За отвагу" за то, что он в бою 26.02.1943 года организовал связь с танками, лично пробирался к подбитым танкам и оказывал помощь экипажам[6].
  - Приказ №10-н от 20 июля 1943 года за то,что он в бою за дер.Багринова 16 июля 1943 года взял в плен немецкого ефрейтора, уничтожил расчет 37-мм пушки и 3 гитлеровских солдат[7].
  - Приказом №23-н от 3 июля 1944 года за то, что он взял в плен одного солдата противника и  вынес с поля боя раненного танкиста из подбитого танка[8].
  - Приказом № 26-н от 25 октября 1944 года награждён 5-й медалью "За отвагу"[9].

Чехословацкие государственные награды:
- Медаль «За заслуги» III степени

Почётный гражданин города Петропавловска-Камчатского (2005).
Грибков П.Ф. опубликовал более полутора десятков научных статей по проблемам животного мира и охотничьего хозяйства Камчатской области.
По его непосредственной инициативе и при активном участии в 1959 году был восстановлен Кроноцкий государственный заповедник в системе Главохоты РСФСР. 
Научные статьи
О распространении морской выдры по побережью Камчатского полуострова // Вопросы географии Камчатки / ред. В. И. Воскобойников. – Петропавловск-Камчатский, 1963. – Вып. 1. – С. 68–71.
Снежный баран на Камчатском полуострове // Краеведческие записки / Камч. обл. краевед. музей. – Петропавловск-Камчатский, 1970. – Вып. 2. – С. 168–171.
Изученность наземных млекопитающих Камчатки и перспективы их исследований // Биологические ресурсы суши севера Дальнего Востока / отв. ред. Н. Г. Васильев. – Владивосток, 1971. – Т. 2. – С. 300–304.
Заяц-беляк на Камчатке и причины изменения его численности // Краеведческие записки / Камч. обл. краевед. музей. – Петропавловск-Камчатский, 1974. – Вып. 5. – С. 168–171.
Снежный баран / П. Ф. Грибков, В. И. Филь // Копытные звери / Р. В. Дормидонтов, А. А. Слудский, Л. В. Жирнов [и др.]. – Москва, 1977. – С. 222–240.